# Boris de Schlœzer
Boris Fiodorovitch Schlœzer (Борис Фёдорович Шлёцер, translittéré parfois Boris Fëdorovič Šlëcer ou Boris de Šlëcer), né à Vitebsk le 8 décembre 1881 et mort le 7 octobre 1969 à Paris, est un écrivain, musicologue et traducteur français d'origine russe.

## Biographie
Issu de la branche russe d'une famille noble allemande (son père, Karl Nestor von Schlözer [1839-1906], était un haut fonctionnaire de l'Empire russe), il émigra en France après la révolution d'Octobre. 
Il participa à La Nouvelle Revue française, et surtout traduisit de nombreux auteurs russes (Nicolas Gogol, Fiodor Dostoïevski, Vassili Rozanov, Anton Tchekhov, Léon Tolstoï et surtout son ami Léon Chestov dont il contribua à faire connaître la philosophie). 
Passionné de musique, il écrivit des monographies sur des compositeurs, parfois en collaboration avec sa sœur Tatiana de Schloezer (1883-1922), qui fut l'épouse d'Alexandre Scriabine.
Gaëtan Picon dans son Panorama de la nouvelle littérature française écrit à son sujet : « [...] Boris de Schlœzer, dont l'admirable Introduction à J.-S. Bach est peut-être l'ouvrage d'esthétique musicale le plus important qui ait jamais été écrit... ».

## Ouvrages de Boris de Schloezer
- Alexandre Scriabine  (en russe, Berlin, Éditions Grani, 1923), trad. fr., Paris, Librairie des Cinq continents, 1975.
- Igor Stravinsky, Paris, Éditions Claude Aveline, 1929.
- Nicolas Gogol, Paris, Plon, 1932.
- Nicolas Gogol, l'homme et le poète ou les frères ennemis, Paris, L'Herne, 1972. (Complète refonte du livre précédent).
- Introduction à J.-S. Bach ; essai d’esthétique musicale (1947 pour la première édition), réédité aux Presses universitaires de Rennes, coll. "Aesthetica" (2009).
- Problèmes de la musique moderne avec Marina Scriabine, sa nièce], Paris, Minuit, 1959. Réédition aux Presses universitaires de Rennes, 2016,  (ISBN 978-2-7535-4766-7)
- Mon nom est personne, roman, Paris, Seghers, 1969.
- Nombreux articles dans la NRF, la Revue musicale, la Revue philosophique, Critique, Les Temps modernes, etc.

## Traductions
- La plupart des grands romans de Fiodor Dostoïevski parues au Club français du livre et dans la Bibliothèque de la Pléiade (Gallimard).
- De nombreuses nouvelles et le roman Les Âmes mortes de Nicolas Gogol.
- De nombreuses nouvelles d'Anton Tchekhov.
- De nombreux textes de Léon Chestov.
- Anna Karénine, Les Cosaques, Guerre et Paix, Le Cheval, La Mort d'Ivan Ilitch, Maître et Serviteur, Le Diable, Le Père Serge de Léon Tolstoï, Paris, Gallimard.
- Lady Macbeth au village de Nikolaï Leskov.
- Vassili Rozanov, L'Apocalypse de notre temps, précédé de Esseulement, présenté par Boris de Schlœzer, traduit du russe par Boris de Schlœzer et Vladimir Pozner, éditions Ivrea, 1997.
- La Dame de pique d'Alexandre Pouchkine avec André Gide et Jacques Schiffrin[2].

## Ouvrages sur Boris de Schloezer
- Un volume collectif d'hommages à Boris de Schloezer, Cahiers pour un temps, Paris, Centre Georges Pompidou/Pandora éditions, 1981 (avec des articles d'Yves Bonnefoy, André Boucourechliev, Noël Delvaux, Gilbert Gadoffre, Henri Gouhier, Gaëtan Picon, Georges Poulet, Jean Rousset, Jean Starobinski et Michel Vinaver).
- Mikel Dufrenne, Phénoménologie de l'expérience esthétique, Paris, PUF, 1967.
- Christine Esclapez, La musique comme parole des corps. Boris de Schloezer, André Souris et André Boucourechliev, Paris, L'Harmattan, 2007.
- Pierre-Henry Frangne (dir.) et Bernard Sève (dir.), Boris de Schlœzer, un intellectuel européen, Rennes, Presses universitaires de Rennes, coll. « Aesthetica », 2023, 343 p. (ISBN 978-2-7535-8807-3, SUDOC 272123595).
- Gun-Britt Kohler, Boris de Schloezer ( 1881-1969 ). Wege aus der russischen Emigration, Cologne, Bölhau, 2003.